# Paralelní port

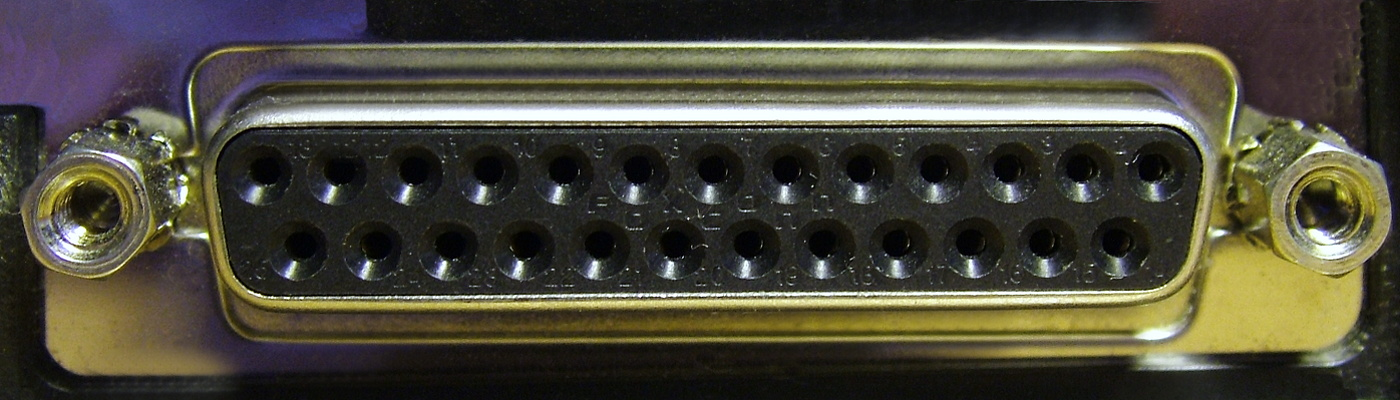
25pinový konektor (samice) na straně PC.

Zapojení jednotlivých vývodů.

Paralelní port je v informatice označení pro rozhraní, které umožňuje přenášet několik bitů (obvykle 8) současně (viz paralelní komunikace). V minulosti byla hlavní výhodou paralelního portu oproti sériovému vyšší přenosová rychlost a byl používán například pro připojení tiskáren. Po roce 2000 byl vytlačován sériovým přenosem pomocí USB sběrnice.

## Charakteristika
Nevýhodou paralelního přenosu (oproti sériovému) je nutnost používat podstatně větší počet vodičů. Při vysokých přenosových rychlostech se při paralelním přenosu významněji projevují některé parazitní efekty, takže v určitých případech může být při stejné technologické úrovni sériový přenos rychlejší než paralelní. U sériového přenosu vzniká (na rozdíl od paralelního) problém latence (zpoždění), protože je přijatá komunikace ukládána nejprve do vyrovnávací paměti.
V minulosti se pro paralelní port používaly různé normy. Největšího rozšíření dosáhlo rozhraní označované jako Centronics. Dalším rozšířeným standardem byla norma IRPR, kdysi používaná v zemích RVHP. Tyto dva standardy byly nekompatibilní kvůli rozdílnému významu, časování a polaritě jednotlivých signálů.

## Osobní počítače
Na počítačích kompatibilních s počítači IBM PC se paralelní port označoval jako LPT – Line Printer Terminal a odpovídal již zmíněnému standardu Centronics. Byl určen zejména pro komunikaci s tiskárnou, která užívá 8bitovou prodlouženou ASCII sadu znaků. Název odvozený od řádkové tiskárny byl běžný všeobecný termín pro různé druhy tiskáren. Grafické tiskárny se spoustou jiných zařízení byly navrženy pro práci se systémem. V podstatě se jednalo o průmyslový standard po dlouhou dobu, až byl roku 1990 konečně normován jako IEEE 1284. Dnes je používání paralelního portu v útlumu a to příchodem USB (Universal serial bus) a FireWire (IEEE 1394).
Většina počítačů v 80. a 90. letech měla jeden nebo dva porty.
- LPT1 : I/O port 0x378, IRQ 7
- LPT2 : I/O port 0x278, IRQ 5

Některé systémy měly port LPT3, ale ten se nevyskytoval tak často. Ve skutečnosti neměla většina počítačů více než jeden port.
Řada dalších zařízení byla navržená k připojení k paralelním portu. Nejvíce bylo jednosměrných zařízení, přijímajících pouze informace posílané z počítače. Nicméně některá zařízení jako Zip byla schopna pracovat v obousměrném režimu. Tiskárny také časem začaly pracovat v obousměrném režimu dovolujícím posílat různé stavové informace.
V MS-DOS a PC DOS byly paralelní porty zpřístupněny přímo na příkazové řádce. Například příkaz "type C:\autoexec.bat > LPT1" přímo odeslal soubor autoexec.bat na port tiskárny, čímž obvykle došlo k jeho vytištění. Také existoval příkaz "print" k dosažení stejného efektu. Microsoft Windows ještě také odkazují na tyto porty, přestože se tuto skutečnost snaží před uživatelem skrýt.
LPT port má 8bitovou paralelní datovou sběrnici + 4 piny pro ovládání výstupu (Strobe, Linefeed, Initialize, and Select In) a 5 pinů pro ovládání vstupu (ACK, Busy, Select, Error a Paper Out). Přenosová rychlost je 12000 kbit/s.
Původní význam „LPT“ byl „Line Print Terminal“. Podobně znějící název se domluvil pro užívání na systémech ITS, DEC a CP/M.
Paralelní port je druh zásuvky, který se nachází v osobních počítačích pro propojení s různými periferiemi. Je také známý jako port tiskárny nebo Centronics port. Standard IEEE 1284 určuje, že jde o obousměrný tok dat, označovaný někdy jako Bitronix (od slova Bidirectional, tedy Obousměrný).
Ve většině případů je paralelní port nahrazován USB rozhraním. Nejnovější tiskárny jsou propojeny přes USB a nemívají paralelní port. Na spoustě nových počítačů je paralelní port vynechán kvůli úspoře nákladů a protože jsou považovány za zastaralé. V laptopech je paralelní port obvykle dostupný kvůli rozšiřujícím stanicím.
V počátcích, před příchodem NT architektury, byl paralelní port hojně využíván začínajícími programátory, protože umožňoval velmi jednoduše, leckdy pouhým přímým připojením koncových tranzistorů, řídit například pohon krokových motorů a konstruovat tak velmi jednoduché, souřadnicové zapisovače, plottery čí jednoduchá vozítka. Se změnou čipové sady, kdy již bylo možno programově nastavit směr toku dat u jednotlivých bran rozhraní Centronics (Bitronix) se naskytla možnost načítat data do počítače a to vedlo zejména k rozvoji paralelních A/D převodníků a aplikací, zaměřených na měření a regulaci.
Po příchodu NT architektury již nebylo tak jednoduché přistupovat přímo k portu, ale tato skutečnost se dala obejít pomocí volně šiřitelných DLL modulů (např. Dlportio.DLL), které prováděly komunikaci s API rozhraním a tím umožňovaly korektní přístup k jádru systému.

### Použití paralelních portů
- Tiskáren
- Zip mechanik
- Starších skenerů
- Starších externích CD-ROM, CD-RW mechanik a hard disků
- Starších webkamer
- Některých prvních zvukových karet
- SCSI zařízení přes paralelní port do SCSI přípojky
- Hardwarové klíče
- Uživatelsky definované rozhraní, např. pro řízení krokových motorů

### Adresy portů
Počítače IBM a kompatibilní mají tradičně přiděleny první tři paralelní porty podle tabulky:
| NÁZEV PORTU | Přerušení č. | Starting I/O | Ending I/O |
| ----------- | ------------ | ------------ | ---------- |
| LPT1        | IRQ 7        | 0x3bc        | 0x3bf      |
| LPT2        | IRQ 5        | 0x378        | 0x37f      |
| LPT3        | IRQ 5        | 0x278        | 0x27f      |

Když není slot pro některý port využit, jsou adresy portů přesunuty. Bude-li mít port adresu 0x3bc, která neexistuje, bude port na adrese 0x378 příslušet LPT1. Přerušení zůstane zachováno (LPT1 na 0x378 bude užívat IRQ 7). Adresy mohou být portům přiděleny také pomocí načtení z BIOS Data Area (BDA) na adrese 0000:0408.

### Propojení
Ve Windows 98 a předchozích operačních systémech programy mohly přistupovat k paralelnímu portu pomocí jednoduchých příkazů v podprogramu. Ve Windows NT, 2000 a XP je mikroprocesor ovládaný s různou spolehlivostí a přístupy k paralelnímu portu jsou potlačeny, jestliže nepoužíváte požadované ovladače. To zlepšuje spolehlivost a rozhodnutí o spojení se zařízením. Ačkoli to také znamená, že spousta výrobků nebude později spolupracovat s operačními systémy jako jsou Windows XP.